# 弗勒特河
52°21′06.8″N 8°33′27.8″E / 52.351889°N 8.557722°E

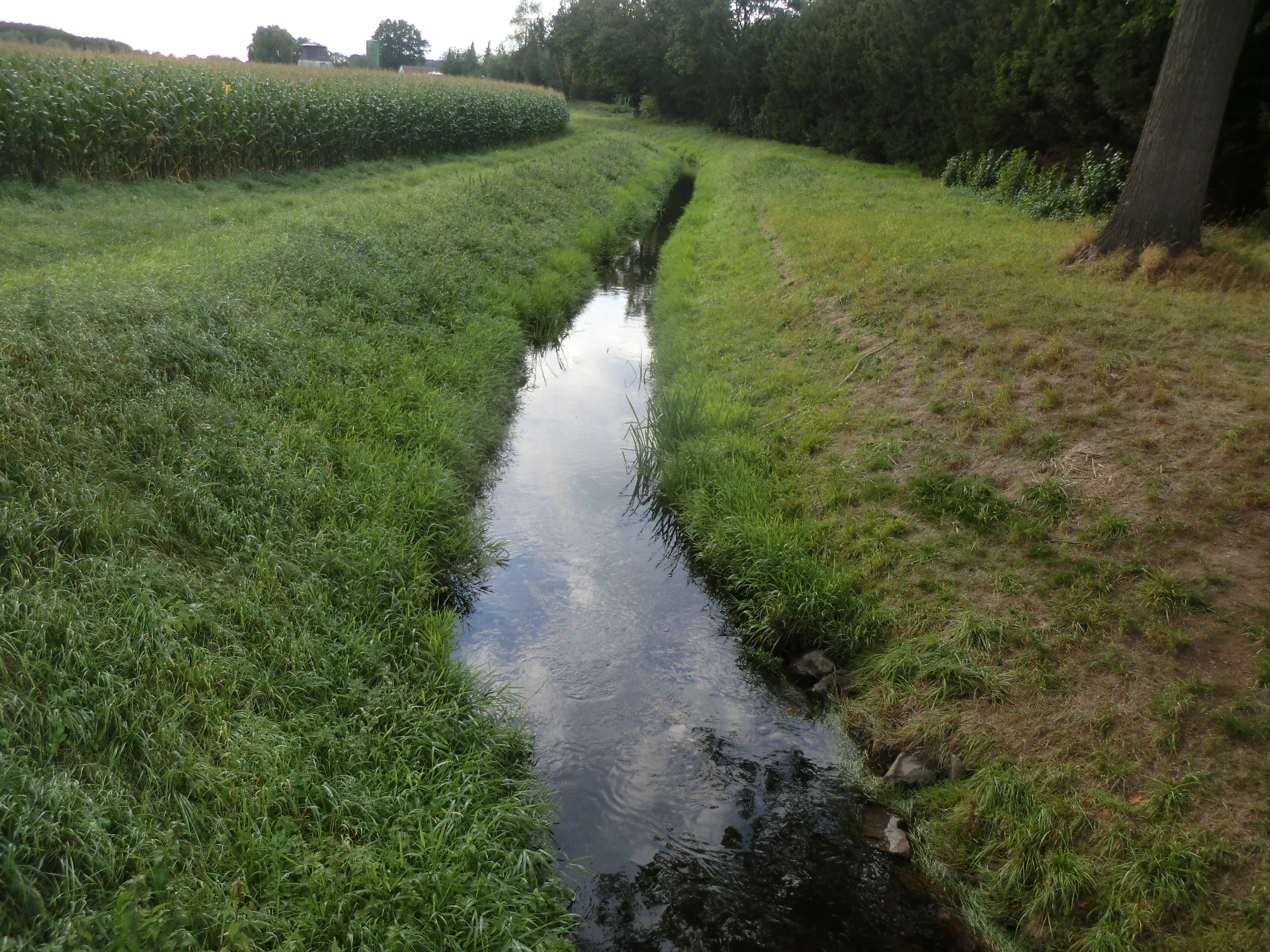

弗勒特河（德語：Flöthe），是德國的河流，位於該國西部，流經北萊茵-威斯特法倫州，屬於大奧厄河的右支流，河道全長7.4公里，流域面積44.7平方公里。